# Áres (manhwa)
Áres (korejsky 떠돌이 용병 아레스, Ttodori jongbjong Aresu) je korejská manhwa o jejíž kresbu a příběh se postaral Rju Kum-čchol. Řadí se do žánru akční šónen (klasičtí zástupci tohoto žánru jsou třeba Naruto či Bleach).[zdroj⁠?!]

## Shrnutí
Ve světě, který je zmítán nikdy nekončícími boji a válkami, žije mladý potulný voják Áres. Rozhodne se, že se bude živit mečem a stane se námezdníkem, protože mu slibují střechu nad hlavou, jídlo a nějaký ten peníz. U námezdníků se setkává s Michaelem a Varunou, skvělými válečníky s tajemnou minulostí a úžasnými schopnostmi. Áres však také není jen tak někdo, nést jméno po bohu války přece něco znamená, no ne?

## Info
- Název: Áres (떠돌이 용병 아레스)
- Autor: Rju Kum-čchol (류금철)
- Žánr: akční
- Celkem svazků: 26 (Kompletní)